# Lokalbahn Mixnitz–Sankt Erhard
| E4 mit gemischtem Güter-Personenzug bei Mautstatt (Sept. 2003) |                         |                                     |                                     |
| Streckenlänge: | 10,7 km                 |                                     |                                     |
| Spurweite: | 760 mm (Bosnische Spur) |                                     |                                     |
| Stromsystem: | 800 V =                 |                                     |                                     |
| Maximale Neigung: | 30 ‰                    |                                     |                                     |
| Minimaler Radius: | 60 m                    |                                     |                                     |
| Streckengeschwindigkeit: | 25 km/h                 |                                     |                                     |
| |                         |                                     |                                     |
| \| \| 0,0 \| Mixnitz-Bärenschützklamm \| 446 m ü. A. \| \| \| 1,4 \| Mautstatt \| Mautstatt \| \| \| 5,0 \| Baumgartwiese \| 512 m ü. A. \| \| \| 5,3 \| Meinhof 1949 aufgelassen \| Meinhof 1949 aufgelassen \| \| \| 7,4 \| Schafferwerke \| 565 m ü. A. \| \| \| 8,3 \| Sägewerk Gerstl 1949 aufgelassen \| Sägewerk Gerstl 1949 aufgelassen \| \| \| 9,1 \| St.Jakob Breitenau 1966 aufgelassen \| St.Jakob Breitenau 1966 aufgelassen \| \| \| 9,8 \| St.Jakob Ort 1966 aufgelassen \| St.Jakob Ort 1966 aufgelassen \| \| \| 10,4 \| Magnesitwerk Veitsch-Radex \| Magnesitwerk Veitsch-Radex \| \| \| 10,7 \| Sankt Erhard \| 619 m ü. A. \| |                         |                                     |                                     |
| Kopfbahnhof Streckenanfang | 0,0                     | Mixnitz-Bärenschützklamm            | 446 m ü. A.                         |
| Dienststation / Betriebs- oder Güterbahnhof | 1,4                     | Mautstatt                           | Mautstatt                           |
| Dienststation / Betriebs- oder Güterbahnhof | 5,0                     | Baumgartwiese                       | 512 m ü. A.                         |
| ehemaliger Dienststation / Betriebs- oder Güterbahnhof | 5,3                     | Meinhof 1949 aufgelassen            | Meinhof 1949 aufgelassen            |
| Dienststation / Betriebs- oder Güterbahnhof | 7,4                     | Schafferwerke                       | 565 m ü. A.                         |
| ehemaliger Dienststation / Betriebs- oder Güterbahnhof | 8,3                     | Sägewerk Gerstl 1949 aufgelassen    | Sägewerk Gerstl 1949 aufgelassen    |
| ehemaliger Dienststation / Betriebs- oder Güterbahnhof | 9,1                     | St.Jakob Breitenau 1966 aufgelassen | St.Jakob Breitenau 1966 aufgelassen |
| ehemaliger Haltepunkt / Haltestelle | 9,8                     | St.Jakob Ort 1966 aufgelassen       | St.Jakob Ort 1966 aufgelassen       |
| Betriebs-/Güterbahnhof Strecke ab hier außer Betrieb | 10,4                    | Magnesitwerk Veitsch-Radex          | Magnesitwerk Veitsch-Radex          |
| Kopfbahnhof Streckenende (Strecke außer Betrieb) | 10,7                    | Sankt Erhard                        | 619 m ü. A.                         |

Die Lokalbahn Mixnitz-Sankt Erhard AG  oder Breitenauerbahn in der Steiermark ist eine hundertprozentige Tochter der RHI Magnesita, die das Magnesitwerk Breitenau betreibt. Der Lokalbahngesellschaft gehört die Schmalspurbahn, die von der Steiermarkbahn heute auf einer Länge von 10,380 Kilometern betrieben wird. Sie weist eine Spurweite von 760 mm auf und wurde im Zuge der Erschließung der Magnesitvorkommen in Breitenau am Hochlantsch erbaut. 
Ausgangspunkt der Bahn ist der ÖBB-Bahnhof Mixnitz-Bärenschützklamm (Österreichische Südbahn), wo die beförderten Frachten auf Normalspurwagen umgeladen werden. Der heutige Endpunkt der Strecke liegt direkt im Werksgelände des Magnesitwerks in Breitenau am Hochlantsch.

## Geschichte

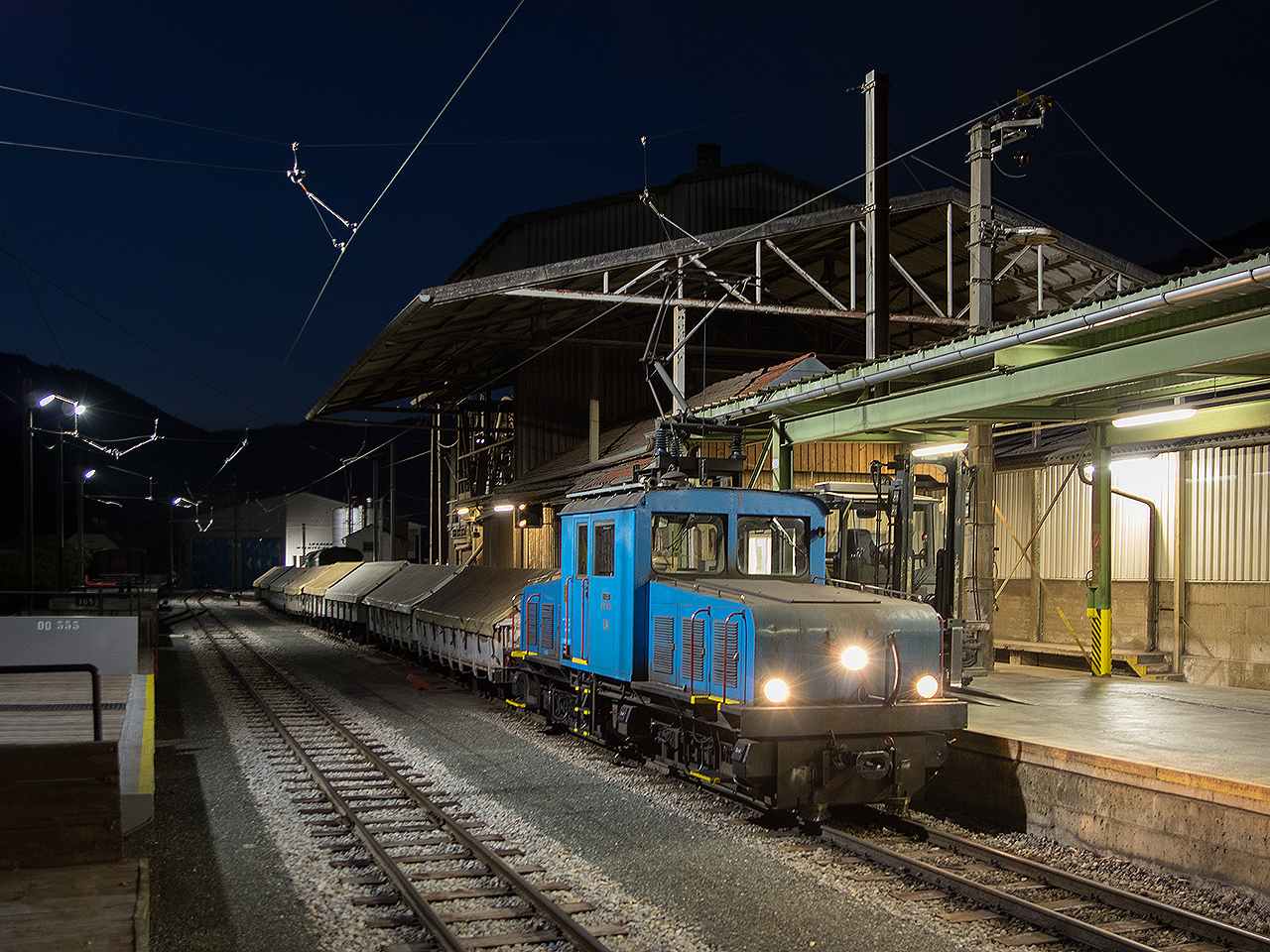
Lok E4 in der Umladeanlage Mixnitz-Bärenschützklamm

1906 wurde im steirischen Ort Breitenau am Hochlantsch – in einem östlich der Mur gelegenen Seitental – ein von dem deutschen Industriellen Carl Spaeter gegründeter Magnesitbergbaubetrieb nebst anschließender Verhüttung gebaut. Schon bald waren die Grenzen des Abtransportes der Produktion sowie des Antransportes der notwendigen Produktionsmittel wie Kohle per Pferdefuhrwerk zu erkennen. Es wurde daher der Plan einer schmalspurigen elektrischen Kleinbahn geboren.
Der erste Personenzug verkehrte auf der Strecke am 12. September 1913, damals noch mit 600 V Gleichstrom. Später stellte man den Betrieb auf 800 V Gleichstrom um. Den Betrieb auf der Lokalbahn führte bis zum 1. Jänner 1924 die Südbahngesellschaft, von 1. Jänner 1924 bis 1. Jänner 1927 die BBÖ und seither die Steiermärkische Landesbahnen.

1953 wurden zwei Fahrzeuge von der eingestellten Ybbser Straßenbahn zu Verschubzwecken erworben. Die Strecke diente von Anfang an vorrangig dem Materialtransport des Magnesitwerkes, aber auch den damals umfangreichen Holztransporten. 

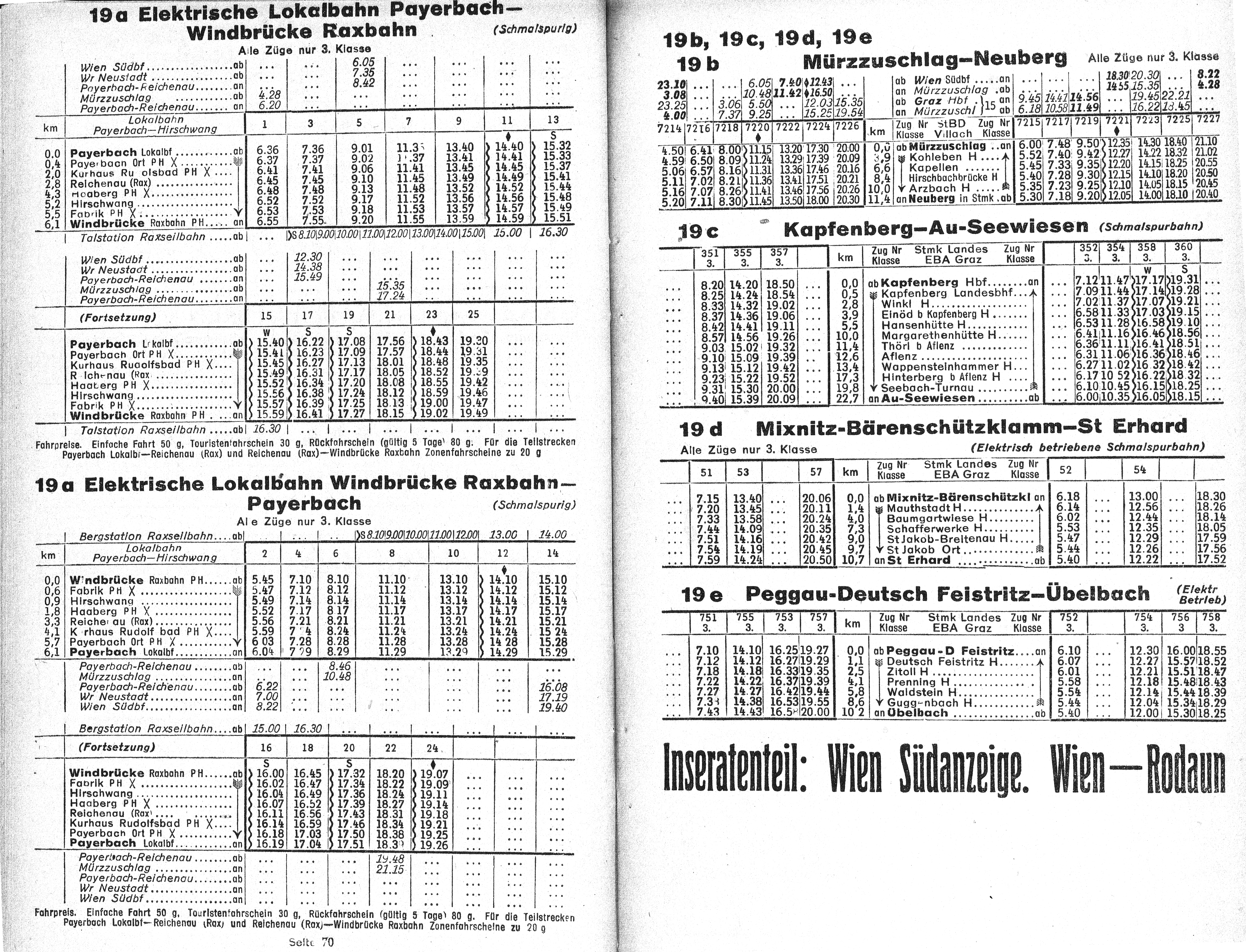
Fahrplan der Breitenauer Bahn (1946/1947)

Nachdem der Personenverkehr im Laufe der Jahre immer mehr zurückgegangen war, wurde er am 31. Juli 1966 eingestellt und durch eine Postautolinie ersetzt. Nach der Einstellung des Personenverkehres wurde im Jahr 1970 die Strecke an beiden Endpunkten geringfügig verkürzt und die Abstellhalle sowie die Werkstätte nach Mixnitz verlagert. 
Am Platz des ehemaligen dreigleisigen Bahnhofes in Sankt Erhard befindet sich heute nebst Service- und Verladegleisen eine Halle des Magnesitwerkes. Ab dem Jahr 1988 wurde schrittweise die Sanierung der Strecke vorgenommen.
Durch heftige Regenfälle verursachtes Hochwasser führte im August 2005 in einigen Abschnitten zu schweren Schäden am Oberbau, so dass kein Fahrbetrieb stattfinden konnte. Am 14. Oktober 2005 wurde nach Wiederherstellung der Strecke der Betrieb wieder aufgenommen.
Neben den werktäglichen Güterzügen für den Magnesittransport verkehren an einzelnen Wochenenden zwischen Mai und September Nostalgie-Personenzüge, die vom Verein Freunde der Breitenauerbahn seit 2007 organisiert werden.

## Fahrzeuge

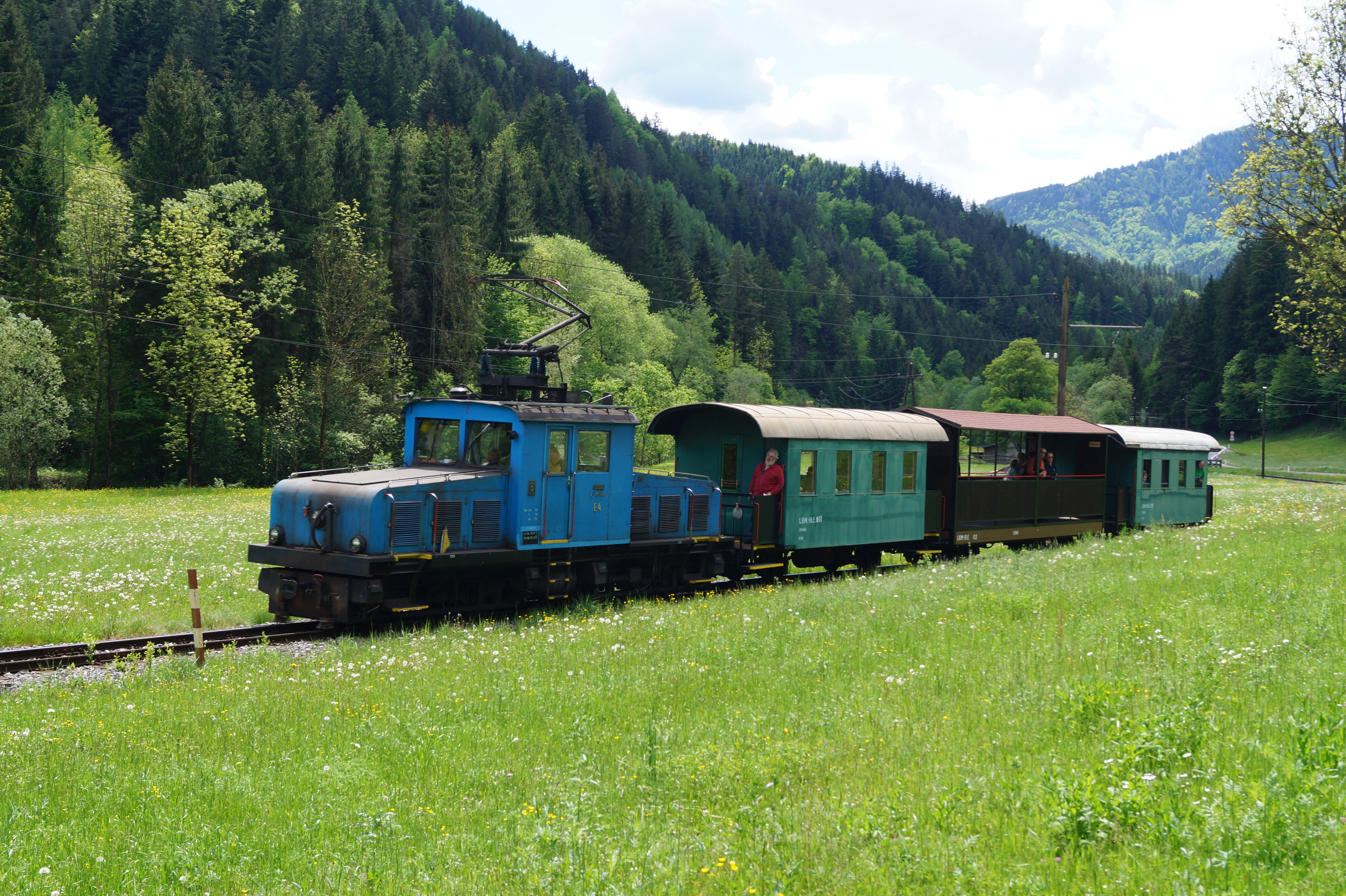
Nostalgiezug auf der Strecke

### Lokomotiven
Zur Eröffnung der Bahn lieferte AEG 1913 zwei zweiachsige Elektrolokomotiven E1 und E2, die beide noch vorhanden sind, die E2 ist auch noch betriebsfähig (Stand 2018).
Den normalen Betrieb wickeln allerdings zwei vierachsige (Achsfolge Bo’Bo’) 1957 und 1963 von ÖAMG und BBC gebaute Elektrolokomotiven ab.
Für den Verschub in Mixnitz-Bärenschützklamm waren zwei normalspurige zweiachsige Diesellokomotiven vorhanden, die aber verkauft wurden.

### Waggons

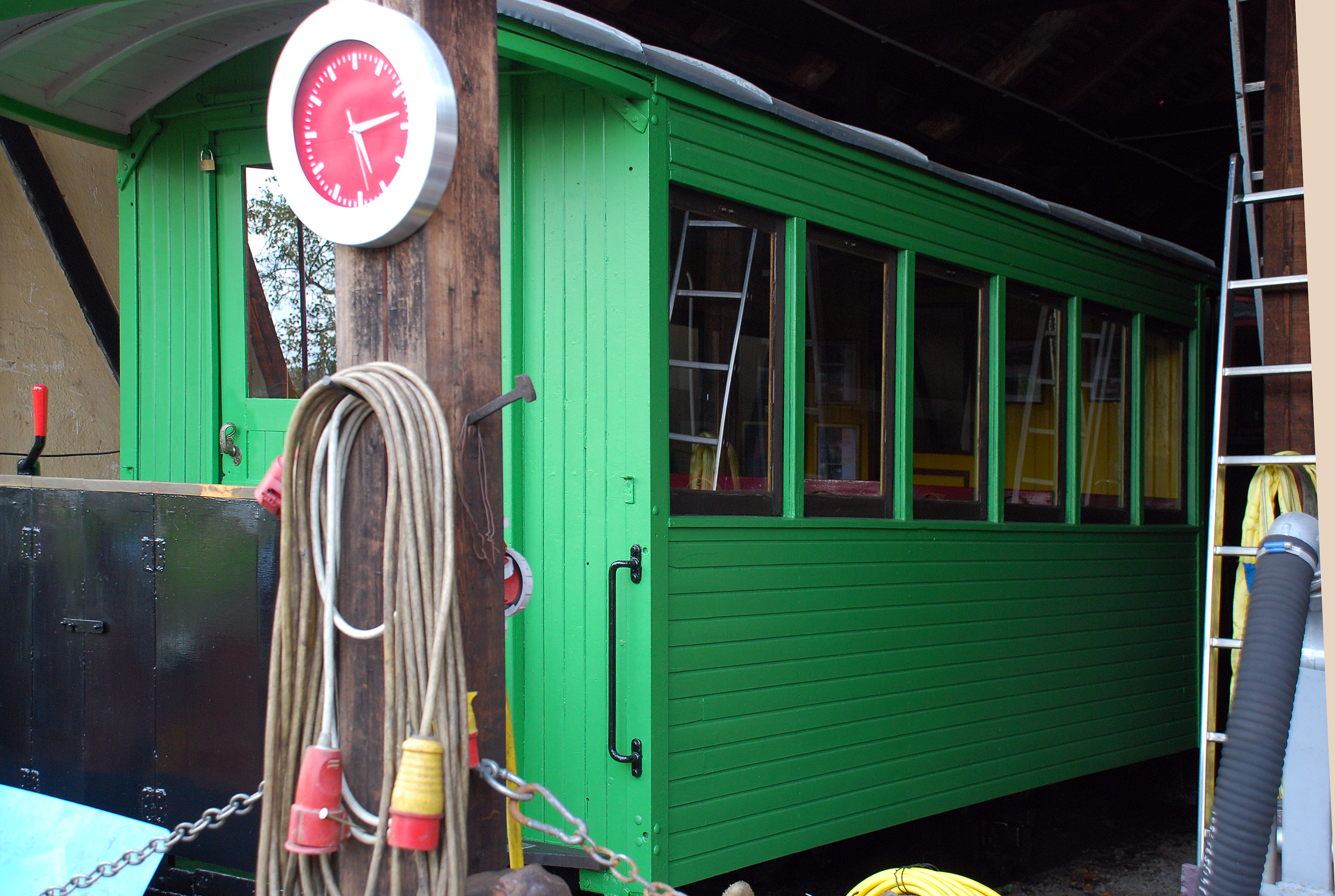
Originaler Personenwagen

Ein Personenwagen, der 1913 von den Ringhoffer Werken in Prag für die Strecke gebaut worden war, kam bereits um 1930 zur Waldbahn Deutschlandsberg und danach zur Gurktalbahn. Im Juli 2013 wurde er dort gegen einen anderen Personenwagen getauscht und gehört seitdem zum Wagenbestand des Flascherlzuges auf der Stainzerbahn. Der Wagen gehört zur Serie C (das bezeichnet einen Wagen 3. Klasse), er hatte ursprünglich die Wagennummer 1 und die Fabrikationsnummer 83265. Der Wagen wiegt 3715 (nach anderer Quelle 3750) kg, er ist 6,7 m lang und hat 18 Sitzplätze.
Für die Nostalgiezüge sind zwei zweiachsige Personenwagen in Spantenbauart sowie ein offener vierachsiger Sommerwagen vorhanden.
Der Güterverkehr wird überwiegend mit Flachwagen zum Palettentransport abgewickelt, die Verladung der Paletten erfolgt mittels Gabelstapler.